# El Puig (Castellcir)
El Puig és una masia del terme municipal de Castellcir, al Moianès.
Està situada uns 250 metres a llevant del Carrer de l'Amargura, nucli principal actual del poble de Castellcir, encara a l'altiplà que es dreça a la dreta de la riera de Castellcir, on es troba el Carrer de l'Amargura.
S'hi accedeix pel Camí del Puig, que surt del punt rodó que hi ha al capdamunt del Carrer Major de Castellcir. És una camí recte d'uns 250 metres de llargària.
És molt probable que sigui l'antic Mas Puigdoeta, documentat el 1192 com a Puig, el 1408 com a Puigdueta, i el 1420 altre cop com a Puig, on viu Pere de Puigdueta. Segons alguns autors podria tractar-se de la Casa de Bellús, esmentada el 1032.